# Monceaux-sur-Dordogne
Monceaux-sur-Dordogne is een gemeente in het Franse departement Corrèze (regio Nouvelle-Aquitaine) en telt 660 inwoners (1999). De plaats maakt deel uit van het arrondissement Tulle.

## Geografie
De oppervlakte van Monceaux-sur-Dordogne bedraagt 37,0 km², de bevolkingsdichtheid is 17,8 inwoners per km².
De onderstaande kaart toont de ligging van Monceaux-sur-Dordogne met de belangrijkste infrastructuur en aangrenzende gemeenten.

## Demografie
Onderstaande figuur toont het verloop van het inwonertal (bron: INSEE-tellingen).